# Кюрдски планини
Кюрдските планини или планините Хакяри (на турски: Kurt Dağı – Курт Дагъ; на кюрдски: Çiyayê Kurmênc – Чияйе Курмендж; на арабски: جبل الأكراد – Джабал ал-Акрад; на персийски: کورمانج کوه – Курмандж Куа) са планини в Югоизточна Турция и Северен Ирак, заемащи крайната южна част на Арменската планинска земя и простиращи се южно от езерото Ван и източно от долината на река Тигър. Кюрдските планини представляват сложна система от планински хребети и масиви (Хакяри, Шатик, Менгене, Джуди, Серимадие и др.), издигащи се над 3500 m н.в. Максимална височина връх Джило 4168 m, извисяващ се в югоизточната им част. На северозапад чрез хребета Битлис се свързват с планинската система на Арменски Тавър, на север долината на река Мидженгер (влива се в езерото Ван ги отделя от хребета Кух (3250 m), на изток горното течение на река Малък Заб (ляв приток на Тигър) и нейните притоци Нехил и Шемдинан – от Кюрдистанския хребет, а на юг склоновете им постепенно потъват в равнините на Северна Месопотамия. Най-високите им части имат алпийски облик, а по-ниските са с предимно плоски върхове. Има малки ледници. Склоновете им са силно разчленени от дълбоки и тесни, на места каньоновидни долини на реките Ботан, Хабур и Малък Заб (леви притоци на Тигър) и техните многобройни притоци (Гюзелдере, Мюкюс, Чатак, Хезил и др.). Изградени са от шисти, кварцити, мрамори и мергели. Климатът е субтропичен, като годишната сума на валежите по югозападните им склонове е 1000 – 3000 mm, а по североизточните 400 – 700 mm. Южните им части са покрити с гори от средиземноморски тип, като отдолу нагоре се сменят последователно маквиси, дъбови, шамфъстъкови и арчови редки гори. По северните, сухи склонове са развити планински степи и фригана, а по най-високите части – алпийски пасища. Развива се номадско животновъдство, а по долините на реките се отглеждат плодове и зеленчуци, пшеница, царевица, ечемик.